# 2817 Perec
2817 Perec је астероид главног астероидног појаса са средњом удаљеношћу од Сунца која износи 2,357 астрономских јединица (АЈ).
Апсолутна магнитуда астероида је 13,9.